# DDR-Fußballmeisterschaft der Junioren 1958
Die DDR-Fußballmeisterschaft der Junioren 1958 war die 9. Auflage dieses Wettbewerbes, der vom Jugendausschuß der Sektion Fußball (DDR) durchgeführt wurde. Der Wettbewerb begann am 18. Mai 1958 mit der Vorrunde und endete am 13. Juli 1958 in Halberstadt mit dem Titelgewinn vom Vorjahresfinalist SC Lokomotive Leipzig nach einem 4:0 im Finale gegen den SC Aktivist Brieske-Senftenberg.

## Teilnehmende Mannschaften
An der DDR-Fußballmeisterschaft der Junioren (A-Jugend) für die Altersklasse (AK) 16–18 nahmen die Bezirksmeister der 14 Bezirke auf dem Gebiet der DDR sowie der Meister aus Ost-Berlin teil. Spielberechtigt waren Spieler bis zum 18. Lebensjahr (Stichtag: 1. September 1939 bis 31. August 1941).
Folgende Mannschaften qualifizierten sich für die DDR-Fußballmeisterschaft der Junioren:
| - Bezirk Rostock SC Empor Rostock - Bezirk Schwerin BSG Fortschritt Neustadt-Glewe - Bezirk Neubrandenburg BSG Traktor Malchin - Bezirk Potsdam BSG Rotation Babelsberg - Ost-Berlin ASK Vorwärts Berlin | - Bezirk Frankfurt (Oder) BSG Motor Eberswalde - Bezirk Magdeburg SC Aufbau Magdeburg - Bezirk Halle BSG Chemie Wolfen - Bezirk Leipzig SC Lokomotive Leipzig - Bezirk Cottbus SC Aktivist Brieske-Senftenberg | - Bezirk Dresden BSG Motor Bautzen - Bezirk Karl-Marx-Stadt SC Motor Karl-Marx-Stadt - Bezirk Erfurt SC Turbine Erfurt - Bezirk Gera SC Motor Jena - Bezirk Suhl BSG Aktivist Kali Werra Tiefenort |

## Modus
Die Bezirksmeister wurden in der Vorrunde in sechs Staffeln aufgeteilt und spielten nach dem Modus „Jeder gegen Jeden“ die Teilnehmer für die Zwischenrunde aus. In dieser ermittelten die sechs Staffelsieger der Vorrunde in zwei Staffeln zu je drei Mannschaften in einer einfachen Runde die Finalteilnehmer.

## Vorrunde

### Staffel I
Spiele
| Datum                  |                                | Ergebnis |                                |
| ---------------------- | ------------------------------ | -------- | ------------------------------ |
| So 18. Mai, 14:00 Uhr  | BSG Traktor Malchin            | 0:4      | SC Empor Rostock               |
| So 01. Juni, 14:00 Uhr | SC Empor Rostock               | 9:0      | BSG Fortschritt Neustadt-Glewe |
| So 08. Juni, 14:00 Uhr | BSG Fortschritt Neustadt-Glewe | 2:4      | BSG Traktor Malchin            |

Abschlusstabelle
| Pl. | Mannschaft                     | Sp. | S | U | N | Tore    | Diff. | Punkte |
| --- | ------------------------------ | --- | - | - | - | ------- | ----- | ------ |
| 1.  | SC Empor Rostock               | 2   | 2 | 0 | 0 | 013:000 | +13   | 04:0   |
| 2.  | BSG Traktor Malchin            | 2   | 1 | 0 | 1 | 004:600 | −2    | 02:20  |
| 3.  | BSG Fortschritt Neustadt-Glewe | 2   | 0 | 0 | 2 | 002:130 | −11   | 0:40   |

### Staffel II
Spiele
| Datum                  |                                 | Ergebnis |                                 |
| ---------------------- | ------------------------------- | -------- | ------------------------------- |
| So 18. Mai, 14:00 Uhr  | ASK Vorwärts Berlin             | 1:2      | SC Aktivist Brieske-Senftenberg |
| So 01. Juni, 14:00 Uhr | SC Aktivist Brieske-Senftenberg | 9:2      | BSG Motor Eberswalde            |
| So 08. Juni, 14:00 Uhr | BSG Motor Eberswalde            | 2:3      | ASK Vorwärts Berlin             |

Abschlusstabelle
| Pl. | Mannschaft                      | Sp. | S | U | N | Tore    | Diff. | Punkte |
| --- | ------------------------------- | --- | - | - | - | ------- | ----- | ------ |
| 1.  | SC Aktivist Brieske-Senftenberg | 2   | 2 | 0 | 0 | 011:300 | +8    | 04:0   |
| 2.  | ASK Vorwärts Berlin             | 2   | 1 | 0 | 1 | 004:400 | ±0    | 02:20  |
| 3.  | BSG Motor Eberswalde            | 2   | 0 | 0 | 2 | 004:120 | −8    | 0:40   |

### Staffel III
Spiele
| Datum                  |                                   | Ergebnis |                                   |
| ---------------------- | --------------------------------- | -------- | --------------------------------- |
| So 18. Mai, 14:00 Uhr  | SC Motor Jena                     | 6:0      | BSG Aktivist Kali Werra Tiefenort |
| So 01. Juni, 14:00 Uhr | BSG Aktivist Kali Werra Tiefenort | 0:1      | SC Motor Jena                     |

Abschlusstabelle
| Pl. | Mannschaft                        | Sp. | S | U | N | Tore    | Diff. | Punkte |
| --- | --------------------------------- | --- | - | - | - | ------- | ----- | ------ |
| 1.  | SC Motor Jena                     | 2   | 2 | 0 | 0 | 007:000 | +7    | 04:0   |
| 2.  | BSG Aktivist Kali Werra Tiefenort | 2   | 0 | 0 | 2 | 000:700 | −7    | 0:40   |

### Staffel IV
Spiele
| Datum                  |                     | Ergebnis |                     |
| ---------------------- | ------------------- | -------- | ------------------- |
| So 01. Juni, 14:00 Uhr | SC Aufbau Magdeburg | 2:0      | SC Turbine Erfurt   |
| So 08. Juni, 14:00 Uhr | SC Turbine Erfurt   | 2:2      | SC Aufbau Magdeburg |

Abschlusstabelle
| Pl. | Mannschaft          | Sp. | S | U | N | Tore    | Diff. | Punkte |
| --- | ------------------- | --- | - | - | - | ------- | ----- | ------ |
| 1.  | SC Aufbau Magdeburg | 2   | 1 | 1 | 0 | 004:200 | +2    | 03:10  |
| 2.  | SC Turbine Erfurt   | 2   | 0 | 1 | 1 | 002:400 | −2    | 01:30  |

### Staffel V
Spiele
| Datum                  |                         | Ergebnis |                         |
| ---------------------- | ----------------------- | -------- | ----------------------- |
| So 18. Mai, 14:00 Uhr  | BSG Chemie Wolfen       | 4:1      | BSG Rotation Babelsberg |
| So 01. Juni, 14:00 Uhr | BSG Rotation Babelsberg | 0:0      | SC Lokomotive Leipzig   |
| So 08. Juni, 14:00 Uhr | SC Lokomotive Leipzig   | 3:1      | BSG Chemie Wolfen       |

Abschlusstabelle
| Pl. | Mannschaft              | Sp. | S | U | N | Tore    | Diff. | Punkte |
| --- | ----------------------- | --- | - | - | - | ------- | ----- | ------ |
| 1.  | SC Lokomotive Leipzig   | 2   | 1 | 1 | 0 | 003:100 | +2    | 03:10  |
| 2.  | BSG Chemie Wolfen       | 2   | 1 | 0 | 1 | 005:400 | +1    | 02:20  |
| 3.  | BSG Rotation Babelsberg | 2   | 0 | 1 | 1 | 001:400 | −3    | 01:30  |

### Staffel VI
Spiele
| Datum                  |                          | Ergebnis |                          |
| ---------------------- | ------------------------ | -------- | ------------------------ |
| So 18. Mai, 14:00 Uhr  | SC Motor Karl-Marx-Stadt | 8:1      | BSG Motor Bautzen        |
| So 01. Juni, 14:00 Uhr | BSG Motor Bautzen        | 3:0      | SC Motor Karl-Marx-Stadt |

Abschlusstabelle
| Pl. | Mannschaft               | Sp. | S | U | N | Tore    | Diff. | Punkte |
| --- | ------------------------ | --- | - | - | - | ------- | ----- | ------ |
| 1.  | SC Motor Karl-Marx-Stadt | 2   | 1 | 0 | 1 | 008:400 | +4    | 02:20  |
| 2.  | BSG Motor Bautzen        | 2   | 1 | 0 | 1 | 004:800 | −4    | 02:20  |

## Zwischenrunde

### Staffel 1
Spiele
| Datum                  |                       | Ergebnis |                       |
| ---------------------- | --------------------- | -------- | --------------------- |
| So 15. Juni, 14:00 Uhr | SC Motor Jena         | 3:0      | SC Empor Rostock      |
| So 22. Juni, 14:00 Uhr | SC Empor Rostock      | :        | SC Lokomotive Leipzig |
| So 06. Juli, 14:00 Uhr | SC Lokomotive Leipzig | 4:2      | SC Motor Jena         |

Abschlusstabelle
| Pl. | Mannschaft            | Sp. | S | U | N | Tore    | Diff. | Punkte |
| --- | --------------------- | --- | - | - | - | ------- | ----- | ------ |
| 1.  | SC Lokomotive Leipzig | 2   | 2 | 0 | 0 | 000:000 | ±0    | 04:0   |
| 2.  | SC Motor Jena         | 2   | 1 | 0 | 1 | 005:400 | +1    | 02:20  |
| 3.  | SC Empor Rostock      | 2   | 0 | 0 | 2 | 000:000 | ±0    | 0:40   |

### Staffel 2
Spiele
| Datum                  |                                 | Ergebnis |                                 |
| ---------------------- | ------------------------------- | -------- | ------------------------------- |
| So 15. Juni, 14:00 Uhr | SC Motor Karl-Marx-Stadt        | 0:1      | SC Aktivist Brieske-Senftenberg |
| So 22. Juni, 14:00 Uhr | SC Aufbau Magdeburg             | :        | SC Motor Karl-Marx-Stadt        |
| So 06. Juli, 14:00 Uhr | SC Aktivist Brieske-Senftenberg | 2:0      | SC Aufbau Magdeburg             |

Abschlusstabelle
| Pl. | Mannschaft                      | Sp. | S | U | N | Tore    | Diff. | Punkte |
| --- | ------------------------------- | --- | - | - | - | ------- | ----- | ------ |
| 1.  | SC Aktivist Brieske-Senftenberg | 2   | 2 | 0 | 0 | 003:000 | +3    | 04:0   |
| 2.  | SC Aufbau Magdeburg             | 2   | 1 | 0 | 1 | 000:000 | ±0    | 02:20  |
| 3.  | SC Motor Karl-Marx-Stadt        | 2   | 0 | 0 | 2 | 000:000 | ±0    | 0:40   |

## Finale
| Paarung                         | SC Lokomotive Leipzig – SC Aktivist Brieske-Senftenberg |
| Ergebnis                        | 4:0 (1:0) |
| Datum                           | Sonntag, 13. Juli 1958 um 16.00 Uhr |
| Stadion                         | Friedensstadion, Halberstadt |
| Zuschauer                       | 3.500 |
| Schiedsrichter                  | Helmut Becker (Halberstadt) |
| Tore                            | 1:0 Knut Wittenbecher (33.) 2:0 Lothar Marotzke (51., Eigentor) 3:0 Willi Gase (57.) 4:0 Ernst Reinert (70., Foulstrafstoß) |
| SC Lokomotive Leipzig           | Horst Weigang – Helmut Schüler, Dieter Scherbarth, Dieter Jahn – Ernst Reinert , Klaus Fraundorf – Werner Gase, Willi Gase, Hans-Georg Sannert, Knut Wittenbecher, Werner Scholz (zum Kader gehörten weiterhin: Siegmar Kabisch, Klaus Kiewel, Wolf-Dieter Dittert und Günter Minkmar) Cheftrainer: Armin Werner |
| SC Aktivist Brieske-Senftenberg | Beyer – Lothar Marotzke, Joachim Cugier, Günter Haiasch – Rolf Frenzel, Müller – Klaus Brylak, Klaus Bischoff, Lothar Haack, Dieter Fischer (52. Gesch), Eberhard Rillinger Cheftrainer: Günter Lammich |